# ويليام غرين (جنرال)
ويليام غرين (بالإنجليزية: William Green)‏، من ماراس، كينت (4 نيسان/أبريل 1725 - 10 كانون الثاني/يناير 1811) ضابط سابق في الجيش البريطاني.
بعد حصوله على تعليم خاص في أبردين باسكتلندا، وعلى تعليم عسكري في الأكاديمية العسكرية الملكية في وولويتش بانكلترا، عُيّن في عام 1743 كمهندس. خدم غرين في القارة الأوروبية حتى عام 1752، وبعد ذلك في كندا. وهناك واصل الترقّي بالرتب العسكرية والهندسية العادية.
عقب عودته إلى إنجلترا، عُيّن كبير مهندسي جبل طارق في عام 1761، وترقى العام التالي إلى رتبة مقدم. وترقى إلى منصب رئيس مهندسي جبل طارق في عام 1770، وقام بتصميم وتنفيذ عدد من الأعمال العسكرية. وفي عام 1772، بدأت فكرته المتمثلة في فوج من الحرفيين العسكريين، ليحل محل الميكانيكيين المدنيين الذين كانوا قد شيدوا في السابق أعمالا عسكرية، تؤتي ثمارها في شكل شركة أرتيفيكير العسكرية. وشملت أعمالهم حصن الملك الذي صممه غرين. وعمل، بعد ترقيته إلى رتبة عقيد في عام 1777، كرئيس للمهندسين طوال فترة الحصار الكبير لجبل طارق (1779-1783). وخلال الحصار تمت ترقيته إلى رتبة عميد ثم لواء. ثم عاد إلى إنجلترا في عام 1783؛ وبعد ثلاث سنوات، تم منحه لقب بارون. عُيّن رئيسًا لمهندسي بريطانيا العظمى في عام 1786. وشملت ترقيته رتبة فريق في عام 1798 وفريق كامل في عام 1798 وبعد تقاعده في عام 1802، استقر في بلومستيد، كينت.

## العائلة
ولد ويليام غرين في 4 نيسان 1725، وهو أكبر أبناء فيربريدج غرين وزوجته هيلين سميث. كما أُطلق على والده اسم «جودفري غرين»، كانت والدته أخت آدم سميث (1723-1790)، مؤلف نظرية المشاعر الأخلاقية والتحقيق في طبيعة وأسباب ثروات الأمم. تلقّى غرين تعليمه من أخوات أمه في أبردين، اسكتلندا، تزوج ميريام واتسون، ابنة الكولونيل جستلي واتسون، في 26 فبراير 1754. وكانت زوجته أيضا حفيدة العقيد جوناس واتسون (1663-1741)، الذي قاد المدفعية الملكية في حصار قرطاجنة حيث توفي.

## المسيرة العسكرية
وفي 1 يناير 1737، أصبح غرين تلميذًا عسكريًّا في المدرسة العسكرية الملكية في وولويتش وارين في وولويتش، جنوب شرق لندن. وبعد تعيينه مهندسًا في 12 مارس 1743، استقر غرين في بورتسموث. وخدم في فلاندرز مع لواء الهندسة وشارك في معركة فونتينوي في عام 1745. وفي السنة التالية، رأى عملًا في فرنسا في لوريان وكابرون. وجرى ترقية غرين إلى مهندس فرعي في 2 يناير 1747. وفي ذلك العام، أصيب بجروح وتم اعتقاله في معركة فال. كما شارك في حصار بيرغن-أوب-سوك. وعُيّن غرين مهندسًا متقدم في 2 يناير 1748. وبعد انسحاب الجيش البريطاني من فلاندرز، بقي هو ومهندسون آخرون لمسح هولندا النمساوية. وبعد أن غادر هولندا، عاد إلى بورتسموث حيث بقي حتى عام 1750. ثم ذهب إلى حصن لاندجارد، تحت قيادة جستلي واتسون. يحتفظ المتحف البريطاني بالخطط التي وضعها هو وضابط آخر من أنفاق وكهوف قلعة لوكسمبورغ والمنطقة الواقعة بين بويز-لو-دوك وجيرترودينبرغ. ويحتفظ ذلك المتحف أيضا بخططه لحصن بيرغن - سوك، المؤرَّخ بعام 1751.
قام غرين بمسح دفاعات نيوفاوندلاند عام 1752. بعد ثلاث سنوات، أصبح المهندس الرئيسي في نيوفاوندلاند. وعندما حصل المهندسون في البداية على ألقاب عسكرية روتينية، تم منحة رتبة نقيب. وفي هاليفاكس، نوفا سكوشا، درّب الجنود في الهندسة العسكرية. وفي 4 يناير 1758، تلقّى غرين ترقيات. وكان مشاركًا في عدة أعمال في كندا، بما في ذلك تلك التي جرت في مونتمورنسي، وكيبك، في عام 1759. وفي سبتمبر من ذلك العام، تمت ترقيته إلى رتبة مدير فرعي، ورتبة مهندس، ورائد. وبقي مع الحملة الكندية حتى نهايتها وعاد بعدها إلى إنجلترا.
وفي عام 1761، أُرسل غرين إلى جبل طارق ككبير للمهندسين. وفي السنة التالية، تمت ترقيته إلى رتبة مقدم. وعاد غرين إلى إنجلترا في عام 1769 لتقديم مقترحاته بشأن تحسين الدفاع عن جبل طارق إلى مجلس المعدات الحربية. وعاد إلى جبل طارق في عام 1770؛ ويحتفظ المتحف البريطاني بتقريره عن دفاعات جبل طارق. وقد دعم الجنرال سكينر، كبير مهندسي بريطانيا العظمى، النفقات اللازمة للأعمال العسكرية التي قام بها غرين في ذلك الوقت. ورُّقي غرين إلى رئيس مهندسي جبل طارق في 7 نوفمبر 1770، وفي السنة التالية صمم مستشفى في جبل طارق.
وقبل عام 1772، كان المدنيون من إنجلترا والقارة الأوروبية يشيّدون الأعمال العسكرية في جبل طارق. فالميكانيكيون المدنيون أحرار في مغادرة صخرة جبل طارق كلما قرروا ذلك. وكان سلوكهم غير المنضبط مصدر إحباط للسلطات العسكرية. وقد دفع هذا الوضع الكولونيل ويليام غرين إلى اقتراح إنشاء سرية من الحرفيين العسكريين وهي فوج من الحرفيين المدربين. وفي 9 مارس 1772، صدر أمر بإنشاء فوج مؤلف من 68 رجلا.
وفي عام 1777، تمت ترقية غرين إلى عقيد، ثم أرسله الحاكم جورج أغسطس إليوت إلى إنجلترا لطلب أموال إضافية لمواصلة تحسين الأعمال العسكرية في جبل طارق. وشملت اجتماعاته العديد من اللقاءات مع الملك وعاد إلى جبل طارق في السنة التالية، مخولًا للقيام بالأعمال الجديدة. ورُّقي إلى منصب المدير، برتبة مهندس، في 18 ديسمبر 1778. وخلال الحصار الكبير لجبل طارق (1779-1783)، عمل غرين دورًا بارزًا بوصفه رئيس مهندسي جبل طارق. وفي عام 1781، تمت ترقيته إلى رتبة عميد. لكنّ موقع منزله جعل عائلته عرضة لنيران العدو. وبعد أن نقل عائلته إلى ملجأ، أصيبت زوجته ميريام بمرض لم تتعافى منه قط. وتوفيت في 21 يونيو 1782.
وفي 18 يوليو 1781، تعرضت بطارية الملكة (بطارية مدفعية) في هضبة ويليس لأضرار جسيمة بسبب نيران العدو. خلال الليل، أعاد غرين بناءها بالكامل. وفي أواخر عام 1781، تمت ترقيته إلى رتبة لواء. وفي السنة التالية، قام ببناء أنفاق الحصار العظيم، بما في ذلك قاعة القديس جورج. قام غرين بإعادة بناء حصن أورانج بينما كان يتعرض لهجوم مستمر. وانتهى الحصار في فبراير 1783. وغادر إلى إنجلترا في يونيو من ذلك العام، بعد أن خدم في جبل طارق لمدة 22 عاما، كان معظمها رئيسًا للمهندسين، بما في ذلك طوال فترة الحصار.

## الإرث
توفي الجنرال السير ويليام غرين في 10 يناير 1811 في بفرونز بالقرب من كانتربري، كينت، رغم الاعتقاد أنّ تاريخ وفاته كان أيضا في شباط/فبراير 1811. وبالإضافة إلى حصادة منقوشة في المقبرة، هناك أيضا لوحة تذكارية لغرين في كنيسة بلومستيد.
غرين هو أحد الضباط الذين تم تصويرهم في هزيمة البطاريات العائمة في جبل طارق، أيلول/سبتمبر 1782 (الصورة أعلاه) بواسطة جون سينغلتون كوبلي (1738-1815). وتُظهر اللوحة غرين في مجموعة من الضباط حول الحاكم، حيث يقف غرين إلى جانب الحاكم جورج أغسطس إليوت مباشرة.
وهو أيضا أحد الضباط الذين رسمهم جورج كارتر في لوحة 1784 (صورت في اليمين) تحت عنوان «حصار جبل طارق، 1782». الصورة موضوعة من قبل معرض اللوحات الوطني.
تحمل الدير، مقر إقامة حاكم جبل طارق، صورة لزيت أخضر على قماش، تم تنفيذه نحو 1785. جزء من المجموعة الفنية الحكومية، عنوانها اللواء سير ويليام غرين، المهندسين الملكيين (كبير المهندسين أثناء حصار جبل طارق 1779-83)

وقد سُمّيت بطارية «بيت غرين» على اسم الجنرال سير ويليام غرين، الذي كان برتبة مقدم غرين آنذاك. وقد شُيدت بطارية المدفعية في عام 1776 في الوجه الشمالي لصخرة جبل طارق عند الطرف الشمالي من محمية الصخور العليا الطبيعية، فوق بطارية فارينغدون. يُشار إليها أيضا باسم البطارية العليا، فقد شهدت عملية أثناء الحصار الكبير لجبل طارق.